# Juan Gemmir y Lleonart
Juan Gemmir y Lleonart (en catalán Joan Gemmir i Lleonart) (Mataró, Cataluña, España, 16 de abril de 1692 – Cartago, Costa Rica, 5 de noviembre de 1747) fue un militar y funcionario colonial español que ocupó el cargo de gobernador de la Provincia de Costa Rica de 1740 a 1747.

## Biografía
Nació en Mataró, el 16 de abril de 1692, hijo legítimo de Francisco (Francesc) Gemmir-Lleonart y Xiralt, Ciudadano Honrado de Barcelona, Caballero del Principado de Cataluña, y de su esposa, Clara de Fontanills. Fue bautizado el 16 de abril de 1692. Sirvió durante muchos años en el ejército. Contrajo nupcias en La Habana (Cuba), con Mariana Crespite de Mora y Guerrero del Campo.
El 16 de octubre de 1737 fue nombrado gobernador de Costa Rica por el rey Felipe V de España, cargo del que tomó posesión el 2 de junio de 1740.
En 1741 se construyó el Fuerte de San Fernando en las inmediaciones de la desembocadura del río Matina, en la costa del Mar Caribe, que no logró evitar las incursiones de los zambos mosquitos pero sí detener el comercio ilícito que efectuaban los plantadores de cacao con la Jamaica inglesa. El fuerte fue levantado sobre un terreno pantanoso que se inundaba con las crecidas del Matina a base de estacas clavadas en el suelo. Para su defensa contaba con dos baluartes, cuatro cañones de broce y dos de hierro.
El 28 de febrero de 1747 el gobernador Gemmir y Lleonart autorizó que se suministrase agua a Villanueva de la Boca del Monte (futura San José) y se repartiese entre sus pobladores, aunque finalmente no pudo llevarse a cabo.
El 13 de agosto de 1747 una fuerza compuesta por entre 45 y 50 británicos y un número similar de zambos mosquitos asaltaron e incendiaron el fuerte de San Fernando y capturaron a la pequeña guarnición española, a la que después dejaron en libertad.
Juan Gemmir y Lleonart murió en Cartago, el 5 de noviembre de 1747, en ejercicio de su cargo, por lo que asumió interinamente el gobierno de la provincia Francisco Javier de Oreamuno y Vázquez-Meléndez, teniente de gobernador.